# 戸室氏
戸室氏（とむろし）は、日本の氏族のひとつ。

## 下野戸室氏
佐野氏庶流戸室親綱が鎌倉時代初期に下野国安蘇郡戸室村(現・栃木県佐野市戸室町)に移り住み、戸室姓を名乗ったという。戸室村の名前の由来となった戸矢子有綱は戸室氏の先祖に当たる。家紋は「梅鉢」。
宗家である佐野氏に代々仕えており、中でも戸室山城守は「唐沢七本槍（佐野七本槍）」に数えられた武将だったという。他にも佐野家中・居城・郷見の改帳に「富士村居住（現・佐野市富士町）戸室土佐」、佐野武者記に「富士村居住　戸室才蔵吉綱」、「羽室城主（現・佐野市戸奈良町）戸室伊賀」などの記載がある。だが、慶長19年（1614年）に佐野氏が改易となると、家臣の戸室氏も多くが武士を辞め帰農したという。
元禄年間に赤見村(現・佐野市赤見町)へ分家・移住した一族もおり、こちらの家紋は「丸に二つ引き」。

家紋 梅鉢
家紋 丸に二つ引

## 庶流
武蔵戸室氏
戸室親綱の4代孫である戸室親久の系統。『田原族譜』によると、初代である親久は埼玉郡騎西城の城主を務めており、付近に戸室村（現・埼玉県加須市戸室）という地名が残っている。またこの家系からは後述する系譜のように足立、上尾など数多くの庶家が誕生している。
上野戸室氏
こちらも戸室親綱の末裔（まつえい）で、戸室大学とその子才蔵は天正4年（1576年）の「唐沢山城の戦い」、天正9年（1581年）の「免鳥の合戦」に功を挙げた。先述した慶長19年（1614年）の佐野氏改易で上野国邑楽郡館林町、足次村の入会地であった台宿(現・群馬県館林市台宿町)に移住して帰農し、開拓や日光脇往還新設で名を挙げて代々名主を務めた。家紋は「丸に蔦」。
他にも結城秀康、松平忠直分限帳の家臣の中に下野国出身の戸室勝九郎（庄九郎）という人物が150石の御番与衆として記載されている。

家紋 丸に蔦

## 他の戸室氏

家紋 丸に三つ盛亀甲花菱

相模戸室氏
『田原族譜』によると、佐野国綱の四男、加古茂綱が上野国加古村（恐らく加古氏の由来と同じく、下野国足利荘加古郷の事。現・栃木県足利市久保田町）を経て相模国三浦郡佐野村(現・横須賀市佐野町)に移住した。彼の末裔は佐野姓だったが、その中の戸室忠春とその子孫が相模国で戸室姓を名乗ったという。
相模国のどこの地域に居住したのかは不明だが、旧相模国内に愛甲郡戸室村、戸室村新田(現・神奈川県厚木市戸室)という地名がある。
宇都宮戸室氏
宇都宮氏の家臣として「旧臣姓名書」に「大羽村（現・栃木県芳賀郡益子町大字上大羽、下大羽）戸室将監」、「上荒針村（現・宇都宮市大谷町）戸室茂衛門」という2つの家系が見られる。
前者は慶長2年に常陸国の八田氏に仕えていた石下氏が宇都宮宿鉄砲町（現・宇都宮市馬場通り）に移住して戸室に改姓、代々将監、もしくは元蕃を名乗り、鋳物師として江戸時代末期まで活躍した。清巌寺や善願寺に文化財が残っている。
後者は那須記の河内郡大谷村(現・宇都宮市大谷町)に、多気山城の支城主として戸室惣左衛門という人物が記載があり、戸室山神社が残っている。
柴又戸室氏
東京都葛飾区柴又の旧家とされている。檀家である石照山真勝院真光寺には元和3年（1617年）の墓や文化6年（1809年）の碑文が残っており、柴又八幡神社の氏子も務めている。明治期までは、現在の柴又帝釈天参道に当たる土地やその周囲で農業を営んでいたが、大正、昭和初期には米屋、煎餅屋、たばこ屋などの商業、宅地経営を始め、昭和末期には完全に農業から転換している。家紋は「丸に三つ盛亀甲花菱」。
- 家紋 丸に三つ盛亀甲花菱

## 系譜
凡例
※ 太字は当主、実線は実子、点線は養子。